# Volta a Cuba
La Volta a Cuba (en castellà Vuelta a Cuba) era una competició ciclista per etapes que es disputava anualment per les carreteres de l'illa de Cuba durant el mes de febrer. La primera edició es disputà el 1964, sent guanyada per Sergio Martínez. El 2005 va entrar al calendari de l'UCI Amèrica Tour i des del 2010 no s'ha tornat a organitzar per motius econòmics.

## Palmarès
| Any     | Vencedor                  | Segon                  | Tercer             |
| ------- | ------------------------- | ---------------------- | ------------------ |
| 1964    | Sergio Martinez           | Léon Antonio Herr      | Alberto Padilla    |
| 1965    | Rodolfo Noriega           | Sergio Martinez        | Léon Antonio Herr  |
| 1966    | Sergio Martinez           | Léon Antonio Herr      | Orlando Páez       |
| 1967    | Henryk Kowalski           | Alejandro Oropesa      | Sergio Martinez    |
| 1968    | Sergio Martinez           | Agustin Alcántara      | Raúl Vázquez       |
| 1969    | Sergio Martinez           | Radamés Treviño        | Roberto Menéndez   |
| 1970    | no disputada              | no disputada           | no disputada       |
| 1971    | Raúl Vázquez              | Aldo Arencibia         | Cecilio López      |
| 1972    | Aldo Arencibia            | Raúl Vázquez           | Sergio Martinez    |
| 1973    | Leonardo Hernández        | Mario Pujol            | Aldo Arencibia     |
| 1974    | Carlos Cardet             | Rodolfo Vitela         | Aldo Arencibia     |
| 1975    | no disputada              | no disputada           | no disputada       |
| 1976    | Aldo Arencibia            | Abelardo Rios          | Rodrigo Vanegas    |
| 1977    | Carlos Cardet             | Alexander Averin       | Aldo Arencibia     |
| 1978    | Sergueï Soukhoroutchenkov | Aldo Arencibia         | Carlos Cardet      |
| 1979    | Carlos Cardet             | Jorge A. Pérez         | Luis Sánchez       |
| 1980    | Aldo Arencibia            | Jorge A. Pérez         | Sergei Morozov     |
| 1981    | Jorge A. Pérez            | Cristóbal Pérez        | Eduardo Alonso     |
| 1982    | no disputada              | no disputada           | no disputada       |
| 1983    | Olaf Jentzsch             | Hardi Groeger          | Eduardo Alonso     |
| 1984    | Eduardo Alonso            | Viktor Demidenko       | Lutz Lotzch        |
| 1985    | Oleksandr Zinòviev        | Eduardo Alonso         | Hardi Groeger      |
| 1986    | Eduardo Alonso            | Dan Radtke             | Oleg Iarochenko    |
| 1987    | Eduardo Alonso            | Roberto Rodriguez      | Ivan Ivanov        |
| 1988    | Eduardo Alonso            | Eduardo Cruz           | Olaf Jentzsch      |
| 1989    | Eduardo Alonso            | Djamolidín Abdujapàrov | Stephan Gottsching |
| 1990    | Eduardo Alonso            | Heriberto Rodríguez    | Israel Torres      |
| 1991-99 | no disputada              | no disputada           | no disputada       |
| 2000    | Pedro Pablo Pérez         | Omar Pumar             | Albin Tabares      |
| 2001    | Pedro Pablo Pérez         | Luis Amarán            | Rolando Basulto    |
| 2002    | Filippo Pozzato           | Bernhard Eisel         | Pedro Pablo Pérez  |
| 2003    | Todd Herriot              | Eliécer Valdės         | Maxim Gourov       |
| 2004    | Pedro Pablo Pérez         | José Chacón            | Damian Martínez    |
| 2005    | Damian Martínez           | Luis Amarán            | Cesar Salazar      |
| 2006    | Pedro Pablo Pérez         | Matija Kvasina         | Franklin Chacón    |
| 2007    | Svein Tuft                | Pedro Pablo Pérez      | Carlos José Ochoa  |
| 2008    | Pedro Pablo Pérez         | Raul Granjel           | Yenier López       |
| 2009    | Arnold Alcolea            | François Parisien      | Manuel Medina      |
| 2010    | Arnold Alcolea            | José Alarcón           | Yenier López       |